# Jennifer Nettles
Jennifer Nettles (* 12. září 1974) je americká zpěvačka. Svou kariéru zahájila v polovině devadesátých let a své první album nazvané The Sacred and Profane vydala v roce 1996 pod hlavičkou skupiny Soul Miner's Daughter. Druhé album skupina vydala o dva roky později a neslo název Hallelujah. V následujících letech vydala tři alba se svou vlastní skupinou Jennifer Nettles Band a od roku 2003 vystupuje s kapelou Sugarland. V roce 2014 vydala sólové album That Girl, jehož producentem byl Rick Rubin.